# Papamosques críptic
El papamosques críptic (Ficedula crypta) és una espècie d'ocell de la família dels muscicàpids (Muscicapidae). És endèmic de les Filipines i es troba únicament a l'illa de Mindanao. El seu hàbitat natural són els boscos tropicals de frondoses humits de mitja muntanya, entre els 600 m i 1.500 m. El seu estat de conservació es considera de risc mínim.